# Cephalophyllum rostellum
Cephalophyllum rostellum là một loài thực vật có hoa trong họ Phiên hạnh. Loài này được (L.Bolus) E.K.H.Hartmann mô tả khoa học đầu tiên năm 1982.